# Abel Claude de Vichy-Champrond
Abel Claude Goéric Cécile de Vichy-Champrond est un homme politique français né le 23 octobre 1765 à Ligny (Saône-et-Loire) et décédé le 15 septembre 1832 à Marcigny (Saône-et-Loire).

## Biographie
Neveu de Mgr Roch-Étienne de Vichy, pair de France, membre de la Maison de Vichy,  il est député de Saône-et-Loire de 1827 à 1830, siégeant dans la majorité soutenant les gouvernements de la Restauration.
Il posséda avant la Révolution la terre de Montceaux-l'Étoile, qui avait été acquise le 14 janvier 1755 par son père, Gaspard de Vichy, maréchal de camp.

## Sources
- « Abel Claude de Vichy-Champrond », dans Adolphe Robert et Gaston Cougny, Dictionnaire des parlementaires français, Edgar Bourloton, 1889-1891 [détail de l’édition]